# Wolna
Wolna [vɔlˈna] (russisch Волна ‚Welle‘) war eine umgerüstete Variante der sowjetischen Interkontinentalrakete R-29 bzw. SS-N-18, mit der zivile suborbitale Flüge und Satellitenstarts durchgeführt wurden. Die Rakete wurde von einem getauchten U-Boot aus gestartet. Die zwei unteren Stufen der Rakete wurden mit Distickstofftetroxid und UDMH (unsymmetrisches Dimethylhydrazin) betrieben, die dritte Stufe, die nur für orbitale Missionen zum Einsatz kam, mit festem Treibstoff. Von einer äquatorialen Startposition aus konnte die Rakete rechnerisch bis zu 115 kg in einen niedrigen Erdorbit bringen. Wegen der notwendigen Bodenkontrolle nach dem Start konnten die Raketen jedoch nur in der Barentssee gestartet werden, was die Nutzlast auf ca. 50 kg im Orbit reduzierte.
Ihren ersten orbitalen Start hatte die Wolna am 21. Juni 2005 mit dem Cosmos 1 Satelliten. Nach den Meldungen der russischen Marine schaltete sich das Triebwerk der ersten Stufe in der 83. Sekunde des Flugs vorzeitig ab, nachdem die Turbopumpe  des Haupttriebwerkes versagte. Nach anderen Meldungen der Planetary Society erreichte der Satellit eine unplanmäßige, niedrige Umlaufbahn. Diese Meldungen konnten jedoch zunächst nicht bestätigt werden und stellten sich später als Fehlinterpretationen heraus, sodass nun ein Versagen der ersten Raketenstufe als Fehlerursache gilt.
Die Rakete wurde vom Staatlichen Raketenzentrum Makejew konstruiert.

## Startliste
Dies ist eine vollständige Startliste der Wolna-Rakete.
| Lfd. Nr. | Datum (UTC)     | Typ     | Startplatz                     | Nutzlast            | Art der Nutzlast                           | Nutzlast in kg (brutto 1) | Anmerkungen |
| -------- | --------------- | ------- | ------------------------------ | ------------------- | ------------------------------------------ | ------------------------- | --- |
| 1        | 7. Juni 1995    | Wolna   | Barentssee, K-44 Rjasan        | TCM                 | ?                                          | ?                         | Erfolg |
| 2        | 20. Juli 2001   | Wolna   | Barentssee, K-496 Borisoglebsk | Cosmos 1-Test, IRDT | Weltraumsegler, Wiedereintrittstechnologie | ?                         | Teilerfolg (Suborbital; Nutzlast trennte sich nicht von der letzten Raketenstufe)                                                                                         |
| 3        | 12. Juli 2002   | Wolna   | Barentssee, K-44 Rjasan        | IRDT 2              | Wiedereintrittstechnologie                 | 146 kg                    | Erfolg (Suborbital; Nutzlast konnte nach der Landung nicht gefunden werden)                                                                                               |
| 4        | 21. Juni 2005   | Wolna-O | Barentssee, K-496 Borisoglebsk | Cosmos 1            | Weltraumsegler                             | 40 kg                     | Fehlschlag (Erster orbitaler Start; Aufgrund eines Fehlers in der Turbopumpe des Haupttriebwerkes schaltet sich die 1. Stufe in der 83. Sekunde des Fluges vorzeitig ab.) |
| 5        | 7. Oktober 2005 | Wolna   | Barentssee, K-496 Borisoglebsk | IRDT 2R             | Wiedereintrittstechnologie                 | 146 kg                    | Erfolg (Suborbital; Nutzlast konnte nach der Landung nicht gefunden werden)                                                                                               |